# Крикунов, Александр Елисеевич
Александр Елисеевич Крикуно́в (15 августа 1908, Кривой Рог, Херсонская губерния — 26 декабря 1984, неизвестно) — советский инженер-машиностроитель. Лауреат Сталинской премии 2-й степени (1949).

## Биография
Родился 15 августа 1908 года в местечке Кривой Рог Херсонского уезда Херсонской губернии.
До 1941 года — главный инженер завода имени В. И. Ленина в Воронеже.
С 1946 года — инженер Министерства машиностроения и приборостроения СССР, Министерства машиностроения СССР.
Группа инженеров и конструкторов под его руководством разработала и внедрила в маслобойную промышленность новые шнековые прессы, которые дали возможность проводить прессование семян непрерывным способом. Выход масла увеличился на 25 %. В этих прессах производились предварительное подогревание зерна и затем последовательная отжимка масла сначала вертикальным, а затем горизонтальным шнеком при увеличении давления до 700 атмосфер.
В 1955—1971 годах — директор Всесоюзного научно-исследовательского и экспериментально-конструкторского института продовольственного машиностроения (ВНИЭКИПРОДМАШ) (Москва).
Был женат на Поповой Наталье Тихоновне, дочери Крикунова (Филиппова) Галина Александровна, Крикунова Ирина Александровна.
Умер 26 декабря 1984 года.

## Награды
- Сталинская премия 2-й степени (1949) — за разработку и внедрение в промышленность маслобойных шнековых прессов непрерывного действия.